# ミナミジサイチョウ
ミナミジサイチョウ (南地犀鳥、Bucorvus leadbeateri) は、鳥綱サイチョウ目ジサイチョウ科（サイチョウ科とする説もあり）ジサイチョウ属に分類される鳥類。

## 分布
アンゴラ、ウガンダ、エスワティニ、ケニア南部、コンゴ民主共和国南東部、ジンバブエ、タンザニア、ナミビア北部、ブルンジ、南アフリカ共和国東部、モザンビーク、ルワンダ、レソト

## 形態
嘴の上部にある角質突起は嘴に沿った単純な形状で、角状にはならない。眼の周囲や喉には羽毛がなく、赤い皮膚が裸出する。
メスは喉の裸出部に青色部がある。

## 生態
主に昆虫、陸生の巻貝類、両生類、爬虫類を食べるが、ノウサギ類ほどの獲物を食べることもある。

## 人間との関係
生息地では薬用になると信じられたり、干ばつなどの際に伝統的な儀式で用いられることもある。
ガラスに映った自身を攻撃して割ってしまうことがあり、害鳥とみなされることもある。
農地開発や過放牧による生息地の破壊、他の動物の駆除用の毒餌による巻き添え、害鳥としての駆除などにより、推移に関するデータはないものの生息数は減少していると考えられている。送電線による衝突死、紛争地帯では地雷、気候変動、感染症などによる影響も懸念されている。

## 画像

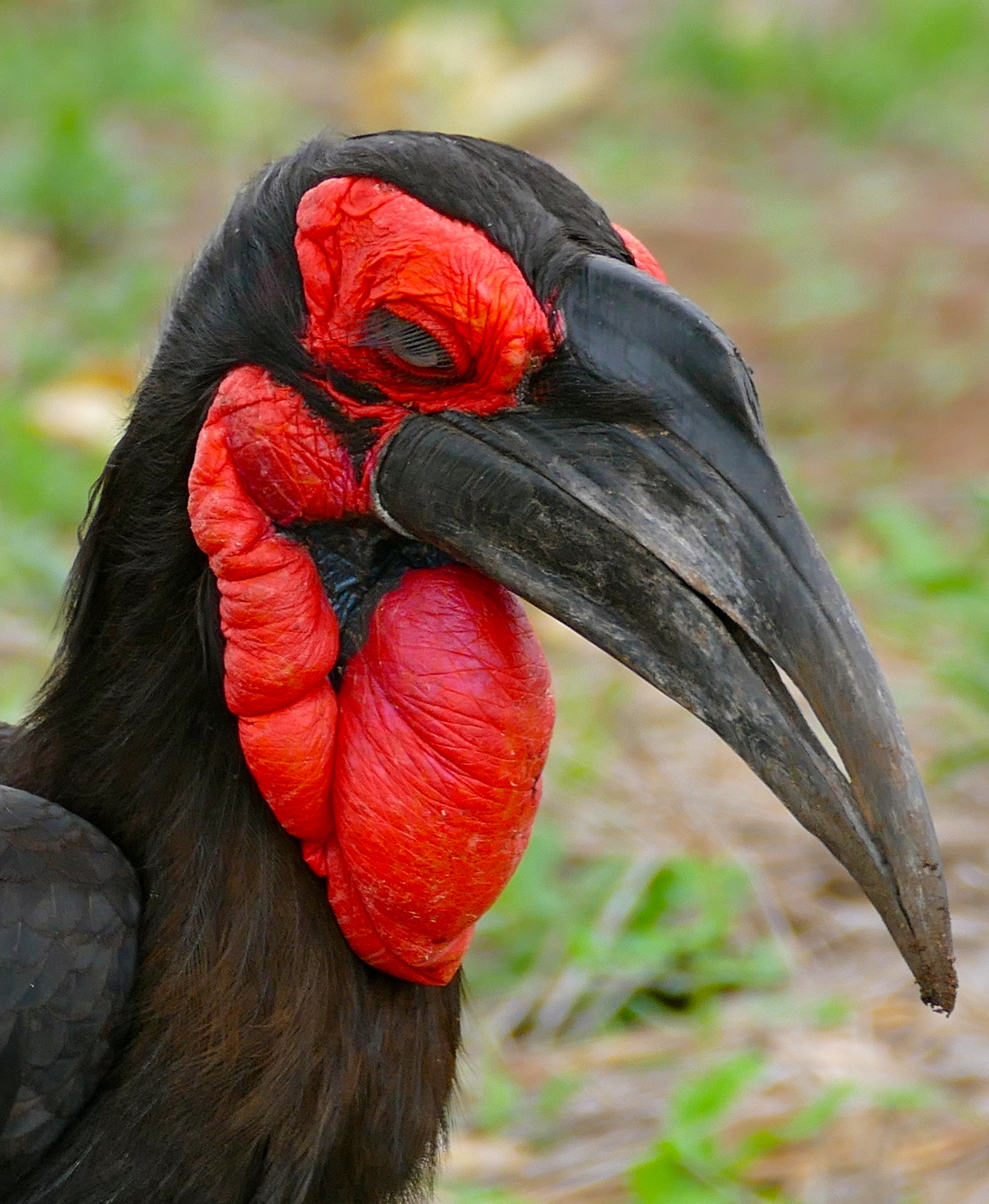
頭部（オス）
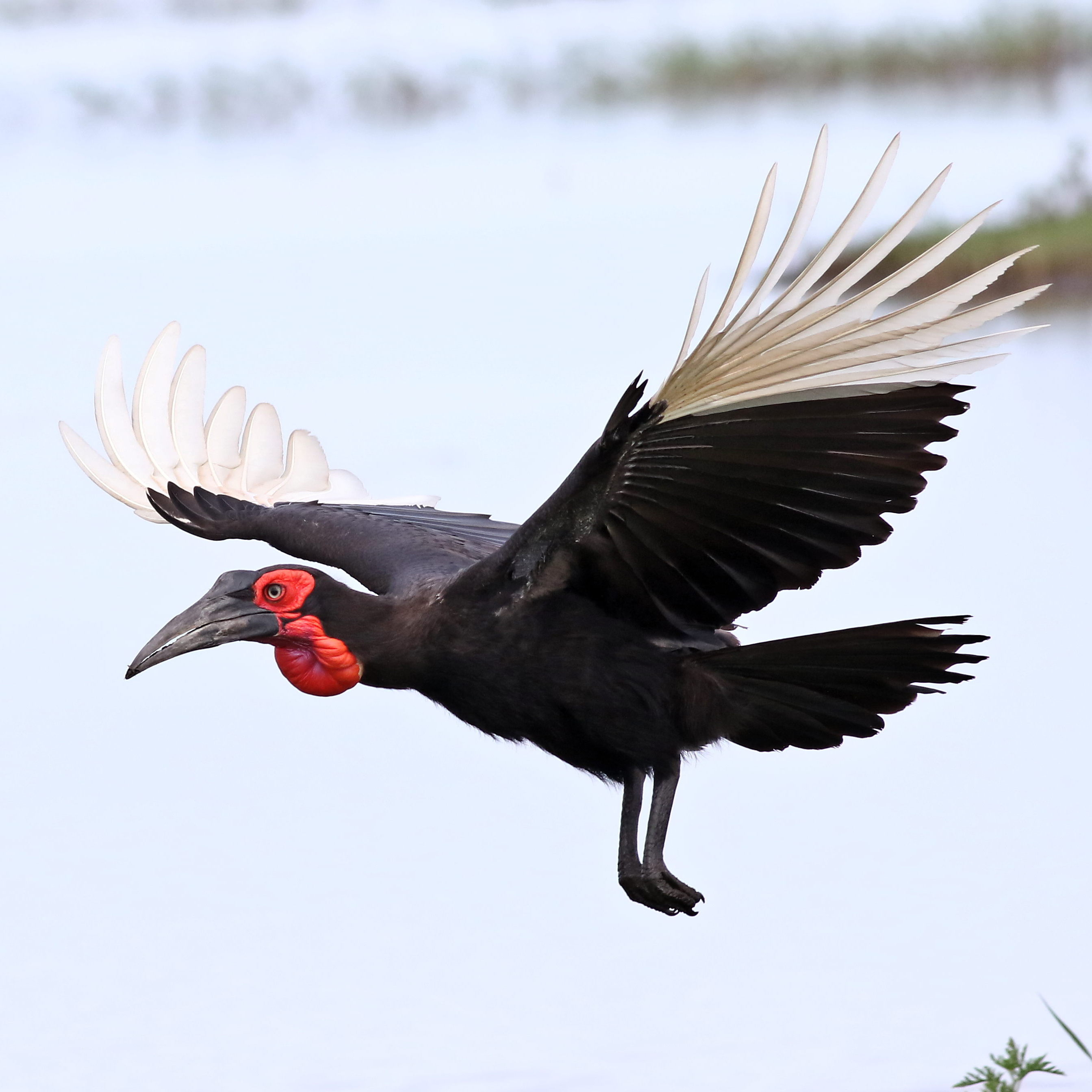
飛翔